# نمش‌نپ
نِمِش‌نِپ (به مجاری:  Nemesnép) یک منطقهٔ مسکونی در مجارستان است که در ناحیه لنتی واقع شده‌است. نمش‌نپ ۹٫۷۲ کیلومتر مربع مساحت و ۱۴۶ نفر جمعیت دارد.